# Sergentomyia fergusoni
Sergentomyia fergusoni är en tvåvingeart som först beskrevs av David Fairchild 1952.  Sergentomyia fergusoni ingår i släktet Sergentomyia och familjen fjärilsmyggor. Inga underarter finns listade i Catalogue of Life.